# Esbjerg Sygehus
Esbjerg Sygehus er et hospital beliggende i Esbjerg. Det er ejet af Region Syddanmark, og er en del af Esbjerg og Grindsted Sygehus.
Sygehuset har 23 medicinske afdelinger samt et sygehusapotek. En helikopterplatform på taget blev etableret i 2019 og tillader redningshelikoptere at fragte akutte patienter til og fra behandling (Helicopter Emergency Medical Services).
I oktober 2022 skiftede Sygehuset navn fra Sydvestjysk Sygehus til Esbjerg og Grindsted Sygehus.

## Historie
Det første sygehus i Esbjerg blev opført i 1890 af Ribe Amt som et epidemisygehus med 24 senge. Indtil 1899 var der ingen fast læge tilknyttet stedet. I 1899 blev Esbjerg købstad, og samtidig med at kommunen overtog sygehuset, blev en læge ansat på sygehuset.
I 1905 vedtog kommunen at opføre et nyt sygehus, og 12. november 1909 kunne de nuværende bygninger på Østergade/Rolfsgade indvies. Byggeriet var en tre-etagers bygning med 50 sengepladser, samt en sidebygning på to etager.